# 水鳖蕨
水鳖蕨（学名：Sinephropteris delavayi）为铁角蕨科水鳖蕨属下的一个种。